# Bitva u Wittstocku
Bitva u Wittstocku se udála jižně od severoněmeckého městečka Wittstock, podle juliánského kalendáře 24. září 1636, podle gregoriánské kalendáře 4. října. Jednalo se o střet spojené armády císařského generála Marazziniho a saského kurfiřta Jana Jiřího se švédskou armádou pod vedením generála Johana Banéra.

## Události před bitvou
V létě roku 1636 byla situace ve Francii velmi špatná. Začátkem července překročila španělská vojska hranice Španělského Nizozemí a začala postupovat do francouzského vnitrozemí směrem na Paříž. Po velikém úsilí se Francouzům podařilo postup zastavit, ale jenom proto, aby o měsíc později dostali zprávu, že císařská armáda vkročila do Burgundska a táhne na Dijon. Této armádě velel císařský generál Matyáš Gallas s představou, že sevře Francouze do kleští.
V téže době se saský kurfiřt Jan Jiří se svými oddíly spojil s armádou generála Marazziniho a společně postupovali do Pomořan. Jejich cílem bylo porazit švédskou armádu, která od jara ustupovala k moři, protože byla naprosto vysílená boji a početný stav některých oddílů byl velmi kritický. Pro kurfiřta to byla šance, jak si získat slávu a získat vliv u císaře Svaté říše římské Ferdinanda II. V čele švédské armády stál generál Johan Banér, který místo pokračování v několika týdenním ústupu na sever nečekaně zaútočil na armádu saského kurfiřta. To kurfiřta překvapilo, že v první chvíli nevěděl jak reagovat. Obě armády tedy několik dní kolem sebe nejdříve kroužily, až konečně proti sobě stanuly 24. září jižně od Wittstocku.

## Bitva
Jan Jiří I. Saský se rozhodl počkat na nepřítele na písečném hřebeni zvaném Scharfenberg. Pro jistotu nechal kurfiřt narychlo vybudovat na jižní straně hřebene šance v očekávání, že Švédové projdou otevřeným polem a nechají se rozstřílet podobně jako u Nördlingenu. Vpravo postavil generála Marazziniho, sám se postavil doprostřed a na levé křídlo postavil generála Hatzfeldta. K velkému zklamání všech generálů se Švédové prodrali lesním porostem a znenadání začali obkličovat levé křídlo sasko-císařské armády. Kurfiřt s Marazzinim museli opustit své šance a pomoci Hatzfeldtovi. S tím Banér počítal, a proto poslal ještě předtím celé své levé křídlo pod velením generála Kinga na dlouhý obchvatný manévr. Chtěl totiž císařským po jejich přesunu vlevo vpadnout do zad.
Mezitím se rozzuřila bitva. Obě armády měly početné jezdectvo, za chvíli se tedy rozpoutala největší a nejkrvavější jízdní bitva třicetileté války. Sám Banér prohlásil, že nikdy neviděl tak krutý a lítý boj. Jeden z očitých svědků později napsal:
| „               | Země, jejímž úkolem je přikrývat mrtvé, byla sama pokryta mrtvolami v nejrůznějších podobách. Ležely tu hlavy které ztratily své majitele ale i těla bez hlav, vyhřezlá střeva, rozstřílené lebky a odstřelené končetiny. Bylo tu vidět mrtvé zbavené krve a živé potřísněné krví jiných. Suma sumárum: bídný a žalostný pohled. | “ |
| — autor neznámý | |   |

Po několika hodinách boje se však začala projevovat početní převaha armády saského kurfiřta. Když se tedy King konečně dostal do nepřátelských zad, byla většina švédské armády v rozkladu. Přicházející soumrak však zastavil další boj a obě armády se utábořily jen pár desítek metrů od sebe a od mrtvých.
Druhého dne ráno se prořídlé švédské řady opět sešikovaly a vyrazily proti Scharfenbergu. Ale místo sešikovaných nepřátel a dělových koulí nalezli jen ticho a spoustu vojenských vozů. Ihned byla vyslána jízda a do večera sebou přivedla kolem 2 000 zajatců a 151 praporců a korouhví.

## Mapa bitvy

Počáteční švédský útok na císařskou armádu
Švédský průlom a císařský ústup

## Závěr
Pro Švédy to bylo skvělé vítězství, ztratili kolem 3 100 mužů a sami zabili, zranili nebo zajali přes 7 000 mužů a navíc získali ohromnou kořist, protože Sasové i císařští nechali na bojišti veškeré vozy a jiné příslušenství (například 33 děl, 180 muničních vozů nebo kurfiřtův pozlacený kočár a celý jeho stříbrný servis). Navíc ukázali, že pro ně válka ještě nekončí. Celkově však bitva neměla takový význam, jaký jí Švédové připisovali. Generál Gallas se sice musel stáhnout z Burgundska a Francie si mohla oddychnout, ale Banér musel se svou vítěznou armádou stále ustupovat k Baltu, protože císařská armáda měla stále převahu.